# Wendlbergbach
Der Wendlbergbach, im Oberlauf auch Wendlberggraben, ist ein kleiner Bach im nördlichen Flachgau und im Innviertel in Oberösterreich bzw. im Land Salzburg. Er ist ein rechter Nebenfluss des Reiter Bachs.

## Geographie

### Verlauf
Der Wendlbergbach entspringt als Wendlberggraben nordwestlich der Ortschaft Aigen (Gemeinde Berndorf) und fließt zunächst in westliche Richtung. Nach seiner Quelle fließt er anfangs in völlig waldfreier Gegend und ist hier noch recht unbeständig. Oberhalb des Ortes Mangelberg (Gemeinde Berndorf) nimmt der Bach von links einen kleinen Graben auf, der jedoch häufig trocken fällt. Nach der Aufnahme dieses Zuflusses ändert der Wendlbergbach seine Fließrichtung nach Nordwesten und passiert dabei Mangelberg in nördlicher Richtung. Anschließend durchfließt er einen kleinen Wald, bevor er diesen wieder verlässt und in einen kleinen Teich mündet. Ab dem Wiederaustritt aus dem Teich fließt der Bach nun recht beständig weiterhin in nordwestliche Richtung. Hierbei passiert er auch die namensgebende Ortschaft Wendlberg (Gemeinde Berndorf). Nach Verlassen dieses Ortes tritt er in eine bewaldete Gegend ein und mäandert ab hier natürlich Richtung Norden. Dort befindet sich auch ein kurzer Wanderweg, der von Wendlberg bis Mittermühl (Gemeinde Berndorf) am Wendlbergbach entlangführt. Der Bach verlässt den Wald schließlich, passiert den Ort Mittermühl und wird dann kurz verdolt geführt. Er passiert die Grenze zwischen dem Bezirk Salzburg-Umgebung und dem Bezirk Braunau unterirdisch. Der Wendlbergbach tritt im Gewerbegebiet von Perwang am Grabensee wieder an die Oberfläche und mündet hier schließlich von links in den Reiter Bach.
Bei längeren Trockenphasen fällt der Wendlbergbach auch in seinem Mittellauf und Unterlauf trocken.

### Zuflüsse
Einziger Nebenfluss ist ein namenloser Graben, der oberhalb von Mangelberg (Gemeinde Berndorf) entspringt. Sowie der Oberlauf des Wendlbergbachs fällt dieser jedoch häufig trocken.

### Einzugsgebiet
Nördlich der Quelle des Wendlberggrabens entspringt der Aigner Graben, ein kleiner Graben der in die entgegengesetzte Richtung fließt, jedoch ebenfalls zum Reiter Bach entwässert. Südlich entspringt der Flurnsbach, der über den Grabensee in die Mattig entwässert, dem Mund des Reiter Bachs.